# Alturas, Kalifornija
Alturas je grad u američkoj saveznoj državi Kalifornija. Prema popisu stanovništva iz 2010. u njemu je živjelo 2,827 stanovnika.